# Demoledor (Marvel Comics)
El Demoledor (Dirk Garthwaite) es un personaje que aparece en los cómics publicados por Marvel Comics. 
Nick Gomez interpreta al Demoledor en la serie de televisión She-Hulk: Attorney at Law (2022), parte del universo cinematográfico de Marvel.

## Historial de publicaciones
El Demoledor fue creado por Stan Lee y Jack Kirby, apareció por primera vez en The Mighty Thor #148 (enero de 1968).

## Biografía ficticia del personaje
Dirk Garthwaite aparece por primera vez en el título Thor, y es representado como un extrabajador manual en un equipo de demoliciones que es despedido por sus tendencias violentas y antisociales. Garthwaite crea un disfraz para sí mismo y adoptando el alias del Demoledor, comete una serie de robos, demoliendo lugares saqueados y dejando una palanca en la escena del crimen. El Demoledor entra a una habitación de un hotel que, desconocido para él, está ocupada por el dios asgardiano Loki, el hermano adoptado y archienemigo del dios del trueno Thor. Él noquea al sin poderes Loki y se pone su casco. El Demoledor accidentalmente recibe un encantamiento - destinado a Loki - de la aliada de Loki, La Reina Norna Karnilla, y cortesía de su ahora indestructible palanca es concedida de fuerza sobrehumana y resistencia.
Deleitándose con su nuevo poder, El Demoledor se embarca en una ola de crímenes y también derrota a Thor, quien en ese tiempo ha tenido su poder severamente reducido por su padre Odin (regente de los dioses nórdicos) como castigo por elegir permanecer en la Tierra. Un edificio se derrumbó sobre el Dios del Trueno, casi matándolo. El Demoledor es derrotado por la mujer guerrera asgardiana Sif, que anima la armadura del Destructor Asgardiana para salvar a Thor. Su palanca se hace añicos.
El personaje vuelve al título Thor y combate con Thor una vez más, aunque un totalmente restaurado Thor derrota fácilmente al villano.
El Demoledor regresa en el título Defensores, y en esta ocasión aparece con tres compañeros superpoderosos en el crimen: Bola de Trueno; Bulldozer y Martinete. Potenciado al sostener la palanca y ser golpeada por un rayo, los villanos se unen al Demoledor para convertirse en la Brigada de Demolición. Mientras buscan una bomba gamma construida por Bola de Trueno - con la que esperan extorsionar la Ciudad de Nueva York - la Brigada de Demolición encuentran y luchan contra varios miembros de los Defensores: Doctor Extraño; Halcón Nocturno y Hulk. Ayudados por Power Man, los héroes derrotan a los villanos.
Después de una aparición en el título Cuatro Fantásticos como el peón de villano el Amo de las Marionetas, El Demoledor y la Brigada figuran en el título Puño de Hierro en una batalla contra los héroes Puño de Hierro y el Capitán América. La Brigada de Demolición reaparecen en Thor contra el Dios del Trueno, pero rápidamente son derrotados.
El Demoledor aparece con la Brigada de Demolición y otros villanos en la serie limitada Secret Wars; combate a Spider-Man y su compañero Bola de Trueno por el control del poder Norna en el título Espectacular Spider-Man; y se une a la cuarta encarnación del equipo de supervillanos los Amos del Mal en un asalto a la Mansión de los Vengadores. Con la Brigada de Demolición y otros villanos, El Demoledor golpea salvajemente al Vengador Hércules antes de ser capturados los Vengadores restantes. El personaje aparece en el título Iron Man durante la historia de los Actos de Venganza; y en Thor tiene varias batallas con la Brigada de Demolición contra Thor y se alía con Hércules el equipo de superhéroes Excalibur y Motorista Fantasma antes de ser derrotado. El personaje también recibe instrucción de otro oponente de Thor, el troll asgardiano Ulik, en cuanto a la forma de utilizar el poder de la palanca encantada.
Después de una aparición con otros villanos en el título Capitán América, y con la Brigada de Demolición en Alpha Flight, El Demoledor aparece en Thunderstrike y se reúne con la Brigada de Demolición en Journey Into Mystery. Después de su aparición en flashback en el primer número de Thunderbolts, el personaje aparece en el segundo volumen de Marvel Team-Up contra Spider-Man, Namor el Hombre Submarino; Doctor Strange y Iron Man, hace una aparición en Thunderbolts y con la Brigada de Demolición combate a los Vengadores.
Con la Brigada de Demolición el personaje sale en Thor y combate a los Tres Guerreros el Dios del Trueno; tiene una breve aparición en el título Lobezno y luego Vengadores, que incluye una dura batalla que deja un civil muerto. El Demoledor aparece en el título She Hulk; en un flashback en Vengadores Final y los Nuevos Thunderbolts. El personaje se convierte en un enemigo perenne para los Vengadores y aparece en el título Nuevos Vengadores; Nuevos Vengadores: Los archivos más buscados; brevemente en Nuevo Excalibur y con la Brigada de Demolición combate al equipo de superhéroes canadiense Omega Flight en el título del mismo nombre.
Después de una aparición en el segundo volumen de She Hulk, el título Nuevos Vengadores revela que el villano Hood ha contratado un pequeño ejército de criminales, que incluye al Demoledor (tomando ventaja de la división en la comunidad de superhéroes causada por la Ley de Registro Superhumano En el título Daredevil y en la dirección de Hood, El Demoledor combate a los compañeros criminales los Forzadores y los Nuevos Vengadores. El personaje y la Brigada de Demolición salen en una historia corta en el segundo volumen de Marvel Comics Presents; luego en Punisher War Journal; la serie limitada 1985 y con el ejército de Hood aparece en la Invasión Secreta y combate a la fuerza Skrull alieninvadiendo la Ciudad de Nueva York.
El personaje sigue haciendo apariciones a través de varios títulos como empleado de Hood, Nuevos Vengadores; Capitán América; la serie limitada Marvel Apes y un cómic promocional titulado Thor, producido por la cadena de comida rápida Taco Bell. Junto con la Brigada de demolición el personaje sale en el título del universo alternativo What If; Dark Reign Files; en el flashback en Increíble Hércules e historias que forman parte de la historia Reino Oscuro. Fue visto entre los hombres de Hood en el ataque a Asgard.

## Poderes y habilidades
Cortesía de un encantamiento asgardiano en una palanca, Dirk Garthwaite posee fuerza sobrehumana, resistencia y durabilidad (a prueba de balas). Cuando inicialmente comparte el poder Norna con la Brigada de Demolición, las habilidades del Demoledor fueron reducidos en una cuarta parte. Después del entrenamiento de Ulik el troll, El Demoledor ya no sufre de esta desventaja, y ahora es capaz de usar sus poderes a su máximo potencial y utilizar la palanca de la misma manera que Thor puede utilizar el martillo místico Mjolnir. Él ha utilizado la palanca para demoler edificios enteros en minutos y para mantener a raya al dios del trueno, Thor, en batalla. Demoledor principalmente utiliza la palanca ofensivamente tanto como un arma arrojadiza y un arma contundente.
Las habilidades secundarias de la palanca incluyen de absorber y proyectar energía; crear ilusiones; generar un campo de fuerza; crear terremotos menores; teletransporte y regresar a El Demoledor cuando es lanzada. El Demoledor también comparte un vínculo mental con la palanca, y mentalmente puede controlar cualquier individuo de mente débil tocando el objeto. Demoledor es el miembro más poderoso de la Brigada de Demolición como su palanca es la fuente de sus poderes.

## Otras versiones

### El Demoledor Original
El primer super-villano de Marvel conocido como El Demoledor luchó con Hombre Gigante y Avispa en Tales to Astonish 63. Era un artista de pacotilla fracasado que llevaba una capucha y utilizaba DDT y trampas de oso como armas. Incluso en ese momento, Stan Lee sabía que este villano no estaba a la altura: "¿Podemos confesar algo? Creemos que 'El Demoledor' era una especie de cuento débil del Hombre Gigante"
También había un hombre llamado Karl Kort que respondía al nombre de "El Demoledor" en el número 12 de Los Cuatro Fantásticos. Este número es también famoso por retratar el primer encuentro entre los Cuatro Fantásticos y el Increíble Hulk.

### House of M: Masters of Evil
Demoledor (junto con los otros miembros de la Brigada de Demolición) aparece como un miembro de los Amos del Mal de Hood.

### Ultimate Marvel
La versión del personaje primero aparece en la impresión Ultimate Marvel Ultimate Spider-Man como miembro de Control de Daños, antes de volverse malo.

## En otros medios

### Televisión
- El Demoledor aparece en The Super Hero Squad Show episodio "Errar es de Superhumanos" con la voz de Charlie Adler.[56]
- El Demoledor aparece Los Vengadores: los héroes más poderosos de la Tierra episodio "Thor el Poderoso", con la voz de J. B. Blanc.[56]
- El Demoledor aparece en la primera temporada de Ultimate Spider-Man episodio "Daños", con la voz de John DiMaggio.[56]
- El Demoledor aparece también en la primera temporada de Avengers Assemble, nuevamente con la voz de John DiMaggio.[56] En el episodio, "Hyperion", fue visto tratando de robar un coche blindado y luchó contra los Vengadores hasta que fue derrotado por Hyperion. Cuando Demoledor más tarde trató de salir de la ciudad, Hyperion lo detiene y trató de eliminarlo. Los Vengadores intervienen cuando Falcon consigue a Demoledor a enviarlo lejos de Hyperion. En el episodio "Vengadores: Imposible", fue visto con la Brigada de Demolición en medio de un robo de banco donde fueron derrotados por los Vengadores. Hombre Imposible libera a la Brigada de Demolición para que puedan luchar contra Falcon en su programa de televisión. Demoledor y sus compañeros de Brigada de Demolición son derrotados lentamente por Falcon.
- El Demoledor aparece en la serie de Hulk and the Agents of S.M.A.S.H. de la primera temporada, con la voz de Steven Blum, en el episodio 11 "El encantador de Skaar" y de Fred Tatasciore en la segunda temporada en el episodio 12, "Prisioneros Inesperados".[56]
- El Demoledor aparece en el episodio de Marvel Disk Wars: The Avengers, "Mutant Girl Awakening", con la voz de Takahiro Miyake.
- El Demoledor aparece en She-Hulk: Attorney at Law (2022), interpretado por Nick Gomez.[57] Inicialmente se le representa como miembro de Intelligencia y el líder de la Brigada de Demolición. Sin embargo, después de un ataque a Jennifer Walters/She-Hulk, Garthwaite dejó Intelligencia y la Brigada de Demolición y se mudó al retiro de Summer Twilights, habiéndose unido al grupo Abomaste de Emil Blonsky.

### Videojuegos
- El Demoledor (junto con los otros miembros de la Brigada de Demolición) aparece en Marvel: Ultimate Alliance, con la voz de Dave Wittenberg.
- El Demoledor aparece como jefe en la versión de Sega Genesis del videojuego de Spider-Man: la serie animada.
- Demoledor aparece como un mini-jefe en el juego de Facebook Marvel: Avengers Alliance.

### Juguetes
- Demoledor es la figura 154a en The Classic Marvel Figurine Collection.
- Demoledor fue lanzado en la línea de 4 paquetes de Marvel Super Hero Squad, Super Hero Secret Wars, empaquetado con figuras de Capitán América, Ojo de Halcón y Spider-Man.
- Una figura de Demoledor fue lanzada en la oleada 9 de la línea Marvel Universe 3.75 de Hasbro".